# Autokoerslijst
Een autokoerslijst is een overzicht van de richtprijzen van auto's.  De richtprijzen in koerslijsten zijn meestal op basis van auto’s in een gemiddelde staat en worden bepaald door vraag en aanbod. Voor oudere auto’s geldt dat de staat van het voertuig nogal uiteenlopend kan zijn. Vaak geven koerslijsten dan ook geen prijzen voor auto's vanaf een bepaalde leeftijd.
Vaak staan er correctieberekeningen in een koerslijst om de kilometerstand, conditie en uitvoering (opties) goed tot uitdrukking te brengen.
In Nederland is de ANWB/Bovag Koerslijst een veel geraadpleegde autokoerslijst. Hierin staan de  richtprijzen voor auto's tot 9 jaar oud. Deze lijst wordt elke twee maanden aangepast.